# Celebogryllacris
Celebogryllacris är ett släkte av insekter. Celebogryllacris ingår i familjen Gryllacrididae.
Kladogram enligt Catalogue of Life:
| Celebogryllacris | \| \| Celebogryllacris celebica \| \| \| \| \| \| Celebogryllacris helleri \| \| \| \| |
|                  | \| \| Celebogryllacris celebica \| \| \| \| \| \| Celebogryllacris helleri \| \| \| \| |
|                  | Celebogryllacris celebica                                                              |
|                  |                                                                                        |
|                  | Celebogryllacris helleri                                                               |
|                  |                                                                                        |